# Пурпуровоголовий мерл
Пурпуровоголовий мерл (Hylopsar) — рід горобцеподібних птахів родини шпакових (Sturnidae). Представники цього роду мешкають в Західній і Центральній Африці. Раніше їх відносили до роду Мерл (Lamprotornis).

## Види
Виділяють два види:
- Мерл пурпуровоголовий (Hylopsar purpureiceps)
- Мерл золотохвостий (Hylopsar cupreocauda)

## Етимологія
Наукова назва роду Hylopsar походить від сполучення слів дав.-гр. ὑλη — ліс і ψαρ — шпак.